# Ashuganj
Ashuganj (en bengali : আশুগঞ্জ) est une upazila du Bangladesh dans le district de Brahmanbaria. En 2011, on y dénombrait 180 654 habitants.